# Penemu
Penemu (Groß-Fam, Fam Besar) ist eine Insel in der Halmaherasee. Sie gehört zu den Faminseln, innerhalb des Raja-Ampat-Archipels, vor der Küste Neuguineas. Penemu ist unbewohnt.

## Geographie

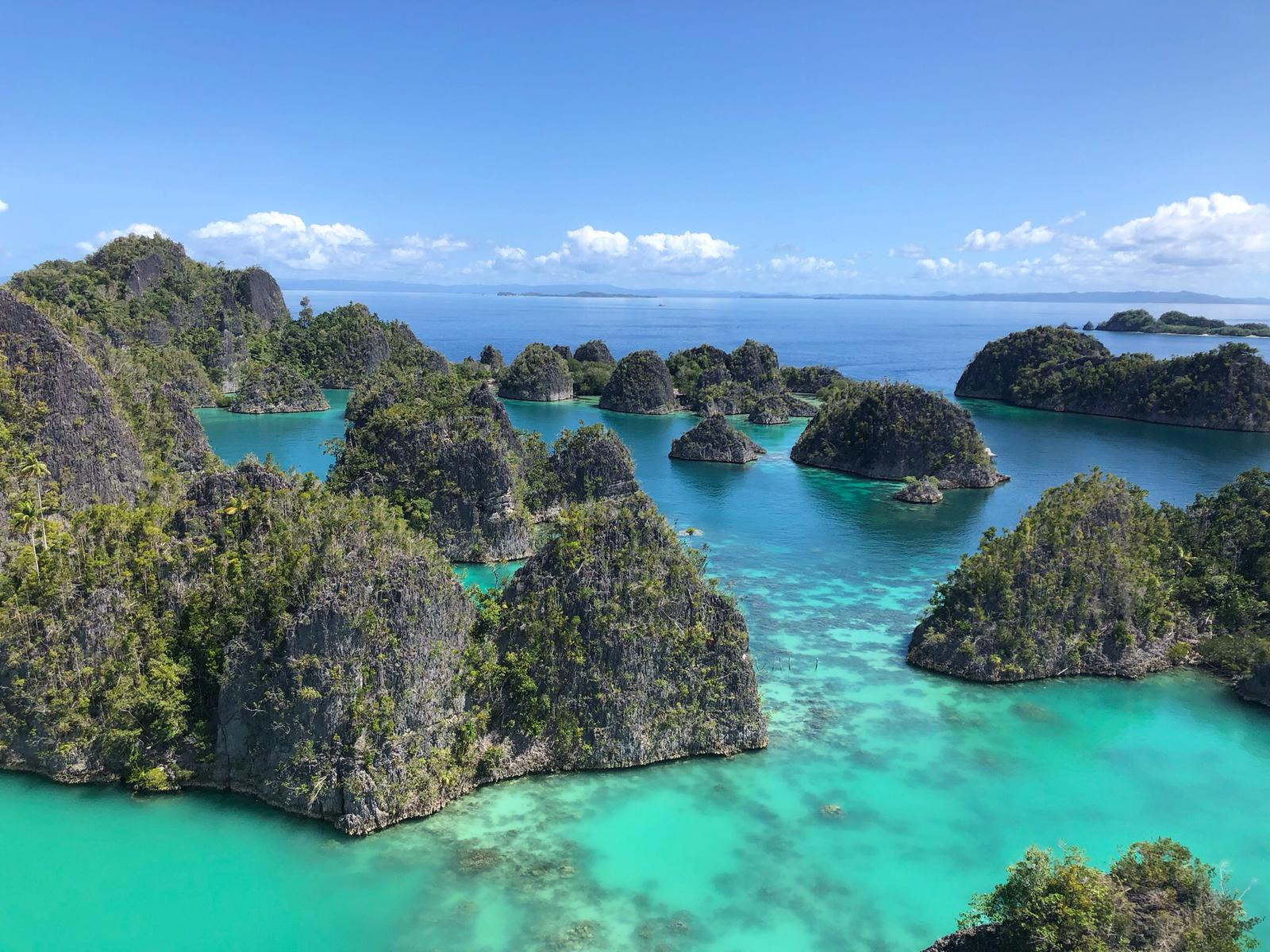
Bild vom Piyainemo-Aussichtspunkt

Penemu ist die nördlichste der Faminseln, im Nordwesten von Raja Ampat. Südlich liegt die Hauptinsel Fam. Direkt vor der Küste von Penemu liegen mehrere kleine Felsinseln, darunter Keroeo. Markant sind die steilen Felsklippen und enge Buchten an der Ostküste, mit teilweise sehr versteckten Zugängen. Zwischen den Felsen finden sich Sandstrände.
Penemu gehört zum Distrikt Westwaigeo-Inseln (Waigeo Barat Kepulauan) im Regierungsbezirk Raja Ampat (Provinz Papua Barat Daya).